# Prix Belmont
Pour les articles homonymes, voir Belmont.
Le prix Belmont (en allemand Belmont-Preis) est un prix dans le domaine de la musique contemporaine décerné tous les deux ans environ par la fondation Forberg-Schneider de Munich.

## Présentation
Le prix Belmont, avec 20 000 €, est l'un des prix les mieux dotés d'Europe pour la création artistique. Il est décerné dans la mesure du possible tous les deux ans par la fondation Forberg-Schneider, créée en 1997 à Munich, et vise à encourager des performances exceptionnelles réalisées dans le domaine de la musique contemporaine,.
Il est nommé en référence à Belmont, dans Le Marchand de Venise de Shakespeare, lieu de « destin où l'intelligence de Portia est chez elle. « Qui me choisit, doit donner et risquer tout ce qu'il a » : aucun slogan ne résume mieux l'éligibilité à un prix ». 
Parmi les lauréats du prix Belmont figurent notamment les artistes français Florent Boffard (en 2001), le quatuor Ébène (en 2005) ou Bruno Mantovani (en 2007). 

## Lauréats
Les lauréats du prix Belmont pour la musique contemporaine, depuis l'origine, sont :
| Année | Lauréat                | Nationalité     |
| ----- | ---------------------- | --------------- |
| 1999  | Jörg Widmann           | Allemagne       |
| 2001  | Florent Boffard        | France          |
| 2004  | Carolin Widmann        | Allemagne       |
| 2005  | Quatuor Ébène          | France          |
| 2007  | Bruno Mantovani        | France          |
| 2009  | Marino Formenti (de)   | Italie          |
| 2012  | Alex Ross              | États-Unis      |
| 2013  | Sabrina Hölzer         | Allemagne       |
| 2015  | Milica Djordjevic (en) | Serbie          |
| 2018  | Eamonn Quinn,          | Irlande         |
| 2020  | Florian Weber (en)     | Allemagne       |
| 2022  | Sarah Aristidou,       | France / Chypre |
| 2024  | Mirela Ivičević        | Croatie         |